# Controverse sur l'ascendance de Cléopâtre

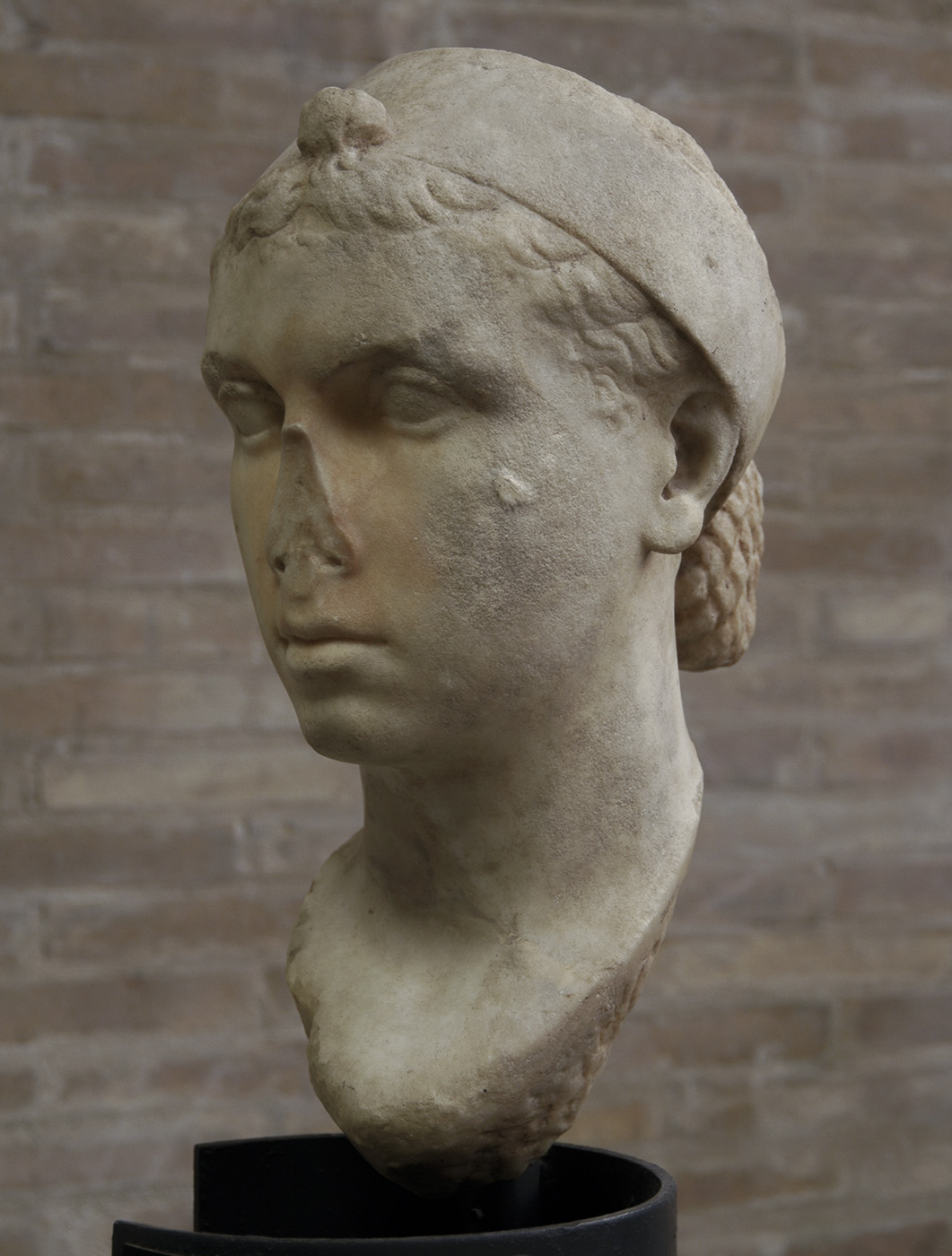
Un buste de Cléopâtre VII daté de 40 à 30 av. J.-C. la montrant avec une coiffure melon et un diadème royal hellénistique (Musées du Vatican).

L'ascendance de Cléopâtre VII, la dernière reine hellénistique du royaume ptolémaïque (ou lagide) d'Égypte, fondé par des Macédoniens à la fin IVe siècle av. J.-C., suscite des débats et des controverses. La plupart des historiens spécialistes de l'époque hellénistique affirment qu'elle est d'ascendance gréco-macédonienne. Mais d'autres chercheurs émettent l'hypothèse qu'elle pourrait avoir une ascendance égyptienne, tandis qu'un courant afrocentriste fait de Cléopâtre une personne de couleur noire.

## Position de la recherche
La plupart des historiens et chercheurs identifient Cléopâtre comme étant d'origine essentiellement gréco-macédonienne. Elle pourrait aussi avoir une ascendance perse, sachant que quelques Ptolémées ont épousé des princesses séleucides. Les pièces de monnaie officielles de Cléopâtre, qu'elle aurait approuvée, et les trois bustes d'elle considérés comme authentiques par les spécialistes — et qui correspondent à ses pièces de monnaie — décrivent Cléopâtre comme une femme de style grec, bien que le buste de Cherchell soit largement considéré par les érudits comme étant celui de la fille de Cléopâtre, Cléopâtre Séléné II. Francisco Pina Polo écrit que les pièces de monnaie de Cléopâtre présentent son image avec certitude et affirme que le portrait sculpté du buste de Berlin est confirmé comme ayant un profil similaire. Des fresques romaines à Pompéi et à Herculanum similaires aux sculptures en marbre du Vatican et de Berlin ont été identifiées comme des portraits possibles de la reine sur la base de traits du visage et d'une iconographie royale comparables.
En 2009, un documentaire de la BBC a émis l'hypothèse que Cléopâtre aurait pu être en partie « nord-africaine ». Cette hypothèse repose en grande partie sur l'examen d'un squelette sans tête d'une enfant de sexe féminin dans une tombe datant de 20 av. J.-C. à Éphèse (Turquie moderne), ainsi que sur les anciennes notes et photographies du crâne aujourd'hui disparu. On a supposé que les restes sont ceux d'Arsinoé IV, sœur ou demi-sœur de Cléopâtre,, et des conjectures basées sur des méthodes controversées ont suggéré que les restes appartenaient à une fille dont l’ethnie aurait pu être « nord-africaine ». Cette affirmation est rejetée par les spécialistes, car il est impossible d'identifier les restes comme étant ceux d'Arsinoé : l'ascendance des restes est impossible à identifier ; les restes appartiennent à une enfant beaucoup plus jeune qu'Arsinoé au moment de sa mort ; Arsinoé et Cléopâtre ont le même père (Ptolémée XII Aulète), mais peut-être des mères différentes,,,.
Plus récemment, Kathryn Bard, professeur d'archéologie et d'études classiques à l'université de Boston, a déclaré en 2020 que : « Cléopâtre était blanche et d'origine macédonienne, comme tous les souverains Ptolémée qui ont vécu en Égypte », tandis que pour Rebecca Futo Kennedy, professeur associée de lettres classiques, d'études féminines et de genre, et d'études environnementales à l'université de Denison, étant donné qu'il n'y a pas de base génétique pour la race, toute prétention à pouvoir identifier la « véritable origine raciale » de Cléopâtre à partir de son arbre généalogique ne perpétue rien d'autre qu'une position politique moderne. Pour Mary Beard, professeur de lettres classiques à l'université de Cambridge et spécialiste de la civilisation romaine antique, « la vérité est que nous n'avons aucune idée des origines de Cléopâtre. Elle était certainement issue d'une famille royale macédonienne, mais nous ne savons pas si sa mère (ou toute autre de ses ancêtres féminines) était égyptienne ».

## Position afrocentriste
L'ethnie et la couleur de peau de Cléopâtre VII, ont suscité quelques débats, par exemple dans l'article Was Cleopatra Black ? publié dans le magazine Ebony en 2002 et dans un article sur l'afrocentrisme du St. Louis Post-Dispatch qui évoque également la question. Mais ces articles ne reposent pas sur des sources savantes.
Mary Lefkowitz, professeur émérite d'études classiques au Wellesley College, retrace les principales origines de la revendication d'une Cléopâtre noire dans le livre de 1946 de Joel Augustus Rogers intitulé World's Great Men of Color, tout en notant que l'idée d'une Cléopâtre noire remonte au moins au XIXe siècle. Lefkowitz réfute l'hypothèse de Rogers, en s'appuyant sur plusieurs critères scientifiques. Elle note l'incapacité de Rogers à numéroter correctement la famille de Cléopâtre (par exemple, en nommant le frère de Cléopâtre, Ptolémée XIII Théos Philopator, comme son père, qui est Ptolémée XII Aulète, et en nommant Ptolémée XI Alexandre II comme le père de Ptolémée XII, alors qu'il est Ptolémée IX Soter), en utilisant comme sources principales une mauvaise interprétation de l'œuvre de William Shakespeare, Antoine et Cléopâtre (écrite plus de 1 500 ans après la mort de Cléopâtre) et en citant faussement l'Encyclopædia Britannica (alors qu'en fait, celle-ci n'a jamais affirmé que Cléopâtre était noire), et que sa présomption selon laquelle la grand-mère paternelle de Cléopâtre est une esclave africaine noire est « fondée sur un passé plus récent ». Elle souligne en outre que l'esclavage dans l'Antiquité s'avère très différent de l'esclavage moderne des Noirs, car les esclaves ne sont pas choisis en fonction de leur couleur de peau, mais sont pour la plupart des captifs de guerre, et note que l'affirmation de Roger selon laquelle sa grand-mère est noire est fondée sur les pratiques des propriétaires d'esclaves du XIXe siècle.
La thèse de la Cléopâtre noire a été ravivée dans un essai de l'auteur afrocentriste John Henrik Clarke, titulaire de la chaire d'histoire africaine au Hunter College, intitulé African Warrior Queens. Lefkowitz note que cet essai affirme que Cléopâtre s'est décrite comme noire dans le Livre des Actes du Nouveau Testament, alors qu'en réalité Cléopâtre est morte plus de soixante ans avant la mort de Jésus-Christ. 
Dans son article de 1993 intitulé Black Feminist Thought and Classics: Re-Membering, Re-Claiming, Re-Empowering, la classiciste Shelley P. Haley aborde Cléopâtre d'un point de vue féministe noir, dans lequel elle voit la reine comme une figure symbolique pour les femmes afro-américaines. Elle écrit que « Cléopâtre a réagi aux phénomènes d'oppression et d'exploitation comme le ferait une femme noire ». Le public afro-américain considère donc Cléopâtre comme une « sœur ». Interrogée sur les critiques de Lefkowitz concernant son article de 1993, Haley a poursuivi en affirmant que Cléopâtre symbolise pour les femmes afro-américaines « le traitement que nous avons reçu de la part du patriarcat eurocentrique ».
En réponse au livre Not Out of Africa de Lefkowitz, Molefi Kete Asante, professeur d'études afro-américaines à l'université de Temple, a écrit l'article Race in Antiquity : Truly Out of Africa dans lequel il souligne qu'il « peut affirmer sans aucun doute que les afrocentristes ne passent pas leur temps à soutenir que Socrate ou Cléopâtre étaient noirs ».

## Ascendance juive?
La classiciste Grace Macurdy note dans son ouvrage de référence de 1932 Hellenistic Queens : A Study of Woman-Power in Macedonia, Seleucid Syria, and Ptolemaic Egypt (Les reines hellénistiques : étude du pouvoir féminin en Macédoine, en Syrie séleucide et en Égypte ptolémaïque), que des chercheurs ont émis l'hypothèse que Cléopâtre est en partie juive, hypothèse que Macurdy rejette en la qualifiant de « peu probante ». Les preuves citées pour cette hypothèse comprennent des lectures antisémites de l'iconographie de Cléopâtre (principalement le nez de Cléopâtre), des spéculations modernes sur sa légitimité, la capacité de Cléopâtre à parler la langue des Hébreux, et le patronage séculaire des Alexandrins juifs par les Ptolémées, y compris Cléopâtre. L'hypothèse selon laquelle Cléopâtre serait en partie juive n'a pas survécu à l'historiographie de la reine au XXe siècle.

## Représentation dans les arts

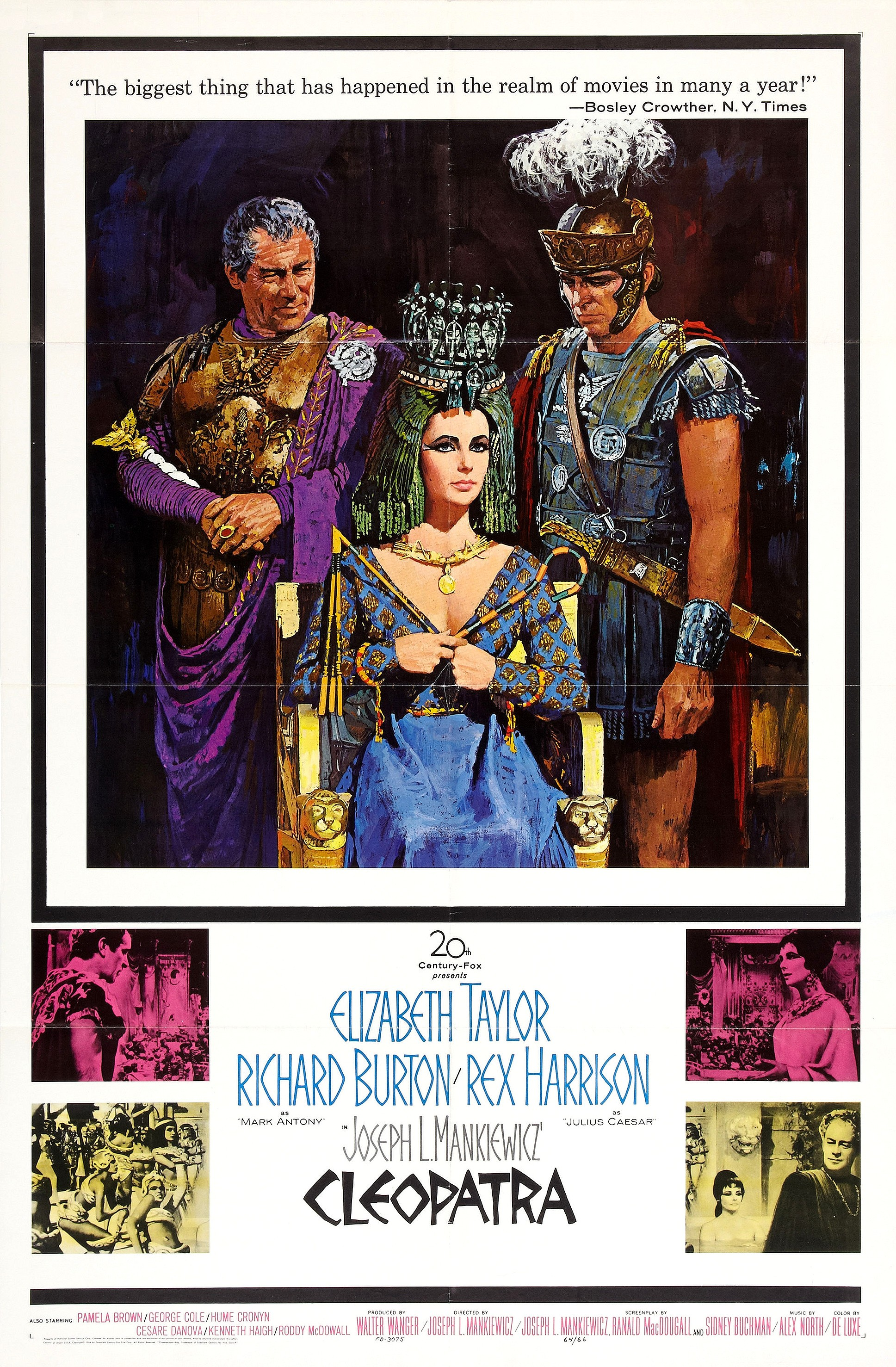
Affiche originale du film Cléopâtre avec Elizabeth Taylor dans le rôle principal (1963).

En ce qui concerne le débat entourant le casting en 2020 de l'actrice israélienne Gal Gadot dans un projet de film sur Cléopâtre, l'écrivain et journaliste égypto-australien Daniel Nour a soutenu que les Égyptiens devraient avoir leur mot à dire sur le choix du personnage de Cléopâtre, car elle est une « reine de l'histoire égyptienne ». Dans le contexte du féminisme égyptien, Daniel Nour affirme que pour les femmes égyptiennes, « le choix d'une femme égyptienne dans un rôle comme celui de Cléopâtre peut être incroyablement valorisant ». Il ajoute que Cléopâtre étant une reine égyptienne d'origine grecque, elle est représentative de la diversité génétique de l'Égypte moderne. Il souligne également le fait que la féministe égyptienne Nawal El Saadawi a identifié le rôle de Cléopâtre dans l'histoire égyptienne comme faisant partie des « démonstrations historiques des structures de pouvoir matriarcales détenues par les femmes nord-africaines ».
L'exclusion du caractère grec de Cléopâtre des productions hollywoodiennes grand public a également fait l'objet de discussions récentes de la part d'universitaires grecs : l'historien grec Konstantinos P. Nikoloutsos, dans son anthologie Ancient Greek Women in Film (2013), inclut un chapitre écrit par le classiciste Lloyd Llewellyn-Jones intitulé An Almost All Greek Thing : Cleopatra VII and Hollywood Imagination, en référence au célèbre film Cléopâtre de 1963, qui critique le manque de représentation de la culture grecque dans les portraits de Cléopâtre.
En 2023, dans la série documentaire de Netflix Queen Cleopatra réalisé par Jada Pinkett Smith le rôle de la reine a été confié à une actrice d'origine anglo-jamaïcaine. Cela a suscité la controverse en raison d'accusations d'inexactitude historique, notamment de la part de l'ancien ministre d'État d'Égypte chargé des antiquités, Zahi Hawass. Il a donné lieu à une action en justice en Égypte, affirmant que ce documentaire déforme la réalité afin de promouvoir l'afrocentrisme et que les programmes de Netflix ne sont pas conformes aux valeurs égyptiennes et islamiques. 
En tant qu'icône nationale pour les Égyptiens, Cléopâtre est considérée par des personnalités telles qu'Ahmed Chawqi comme représentative du conflit entre l'Égypte et les puissances impérialistes européennes. 
L'universitaire américaine Rebecca Futo Kennedy soutient que discuter de la question de savoir si quelqu'un est « noir » ou « blanc » est anachronique, et que poser cette question en dit « plus sur les investissements politiques modernes que sur la tentative de comprendre l'antiquité selon ses propres termes ».